# Rochetrejoux
Rochetrejoux ist eine französische Gemeinde mit 980 Einwohnern (Stand: 1. Januar 2022) im Département Vendée in der Region Pays de la Loire. Sie gehört zum Arrondissement La Roche-sur-Yon und ist Teil des Kantons Chantonnay. Die Einwohner heißen Rocatrojoviciens.

## Geografie
Rochetrejoux liegt etwa 35 Kilometer ostnordöstlich von La Roche-sur-Yon am Petit Lay. Umgeben wird Rochetrejoux von den Nachbargemeinden Le Boupère im Norden und Osten, Saint-Prouant im Süden und Südosten sowie Mouchamps im Süden und Westen.

## Bevölkerungsentwicklung
| Jahr                      | 1962 | 1968 | 1975 | 1982 | 1990 | 1999 | 2006 | 2013 |
| Einwohner                 | 723  | 689  | 690  | 747  | 766  | 736  | 772  | 902  |
| Quelle: Cassini und INSEE |      |      |      |      |      |      |      |      |

## Sehenswürdigkeiten
- Kirche Saint-Benoît